# 鈴木則文
鈴木 則文（すずき のりぶみ、1933年11月26日 - 2014年5月15日）は、日本の映画監督・脚本家。静岡県浜松市出身。愛称はコーブン、コーブンさん。

## 来歴
- 1933年 - 静岡県にて出生。
- 1956年 - 立命館大学中退後、 東映京都撮影所に助監督として入社。
- 1959年 - 助監督として加藤泰、内田吐夢両監督に1964年まで師事。
- 1963年 - 内出好吉監督『続・てなもんや三度笠』にて脚本家デビュー（沢田隆治との合作）。
- 1965年 - 『大阪ど根性物語 どえらい奴』（主演：藤田まこと）にて監督デビュー。
- 1968年 - 藤純子主演のシリーズ第1作『緋牡丹博徒』で脚本を執筆。
- 1971年 - 池玲子主演『温泉みみず芸者』を監督、脚本（掛札昌裕との合作）。東映ポルノ路線の一翼を担っていく。
- 1974年 - 多岐川裕美主演の東映ポルノの傑作『聖獣学園』監督、脚本（掛札昌裕との合作）。以後は東映東京撮影所に移り、志穂美悦子主演の『女必殺拳シリーズ』を企画・脚本を担当。
- 1975年 - 千葉真一主演の『少林寺拳法』を皮切りに格闘・アクション映画の演出も行っていく。同年より菅原文太主演で監督シリーズ作品『トラック野郎』[4]を開始。
- 1977年 - 漫画原作『ドカベン』を監督。
- 1980年 - 真田広之主演の『忍者武芸帖 百地三太夫』を監督。
- 1984年 - 黒崎輝主演の漫画原作『コータローまかりとおる!』の監督、脚本（志村正浩との合作）を最後に東映を離れ、フリーに。
- 1984年 - 『パンツの穴』（映画化第1弾）監督。菊池桃子のデビュー作となる。
- 1987年 - 安部譲二原作『塀の中のプレイ・ボール』で監督、脚本（掛札昌裕との合作）。
- 1989年 - 筒井康隆原作『文学賞殺人事件 大いなる助走』で監督、脚本（志村正浩、掛札昌裕との合作脚本）。
- 1990年 - 若松孝二プロデュースの『びんばりハイスクール』で監督を務め、これが最後の映画監督作品となった。
- 2014年 - 5月15日午後2時17分、脳室内出血のため東京都武蔵野市の病院で死去[5]。満80歳没(享年82)。

## 作風
元々のデビュー作は、徳川時代の彦根藩主君の近習を務めた侍の話になる予定だった。しかしそのホンを東映東京撮影所所長の岡田茂へ提出したら、『暴君好色』と商売第一のタイトルを岡田に付けられて、やむを得ず第1回作品として準備に入るが、絶対条件だった佐久間良子が出演を拒み流れた。岡田は鈴木を悲劇より喜劇のほうが向いてると判断していたことから、1965年の映画『大阪ど根性物語 どえらい奴』で監督デビューとなった。マキノ雅弘が監督した『日本大侠客』（1966年）に登場した藤純子演ずる馬賊芸者のお龍を基に、『緋牡丹博徒シリーズ』を生んだ。同シリーズは加藤泰・山下耕作・小沢茂弘らが監督しているが、お龍のキャラクターを確立させたのは鈴木で、シリーズのほとんどの脚本を手掛け（合作含む）、『日本女侠伝』、『女囚さそり』、『極道の妻たち』などと続く女ヤクザ映画の先駆けとなった。監督も務めたのはシリーズ第2作の『緋牡丹博徒 一宿一飯』だけだが、『緋牡丹博徒』シリーズの熊虎親分を主人公とするスピンオフ企画として、若山富三郎主演『シルクハットの大親分』（1970年）も監督している。1969年からの『関東テキヤ一家』シリーズでは多くを監督し（合作で一部脚本も担当）、『まむしの兄弟』シリーズでも1973年のシリーズ第6作『まむしの兄弟 恐喝三億円』で監督、脚本（高田宏治との合作）を担当している。『温泉みみず芸者』を始めとした東映ポルノ作品は、『徳川セックス禁止令 色情大名』（1972年）や『エロ将軍と二十一人の愛妾』（1972年）などや『女番長』シリーズを演出した。『聖獣学園』主演の多岐川裕美の芸名は、鈴木が付けた。1970年代当時としては優れたプロポーションの女優が鈴木の作品でヌードを披露しているが、それは鈴木の女優の扱いの良さによるところがある。
1975年の千葉真一主演の『少林寺拳法』を皮切りに格闘・アクション映画の演出も担っていく。ほかにも志穂美悦子・真田広之・黒崎輝らジャパンアクションクラブ (JAC ) メンバーを主役に据えた作品を手掛けた。『女必殺拳シリーズ』では主演に志穂美を起用している。『女必殺拳』の主役は当初アンジェラ・マオで進められていたため、「俺もひょっとしたらホンコンを足場にハリウッドに乗り込めるかも」と当時は思ったという。同時期に『仁義なき戦い』シリーズなどでヤクザを多く演じていた菅原文太にとっても新境地を開く喜劇『トラック野郎』シリーズを手がける。
脚本家としては自身の作品も多く手掛けているほか、他の監督作品も執筆している。『緋牡丹博徒』シリーズであるが、外にも加藤泰の『明治侠客伝 三代目襲名』（1965年）や山下耕作のヒットシリーズ第1作『兄弟仁義』（1966年）などを手掛けている。ただし後述のテレビドラマ作品も含め、そのほとんどは1～2名の脚本家との合作作品である。1967年『戦国無宿』を手始めに、テレビドラマの脚本も手掛けている。主に時代劇が多いが、著名なものとしては『柳生あばれ旅シリーズ』、『名奉行 遠山の金さん』の一部、『暴れん坊将軍』シリーズの一部がある。
「不良性感度」を重視した東映の会社カラーを支え続けた監督であり、男臭さやお色気が前面に出た作品が多いが、コミックを原作にした喜劇的作品では米映画『ゴーストバスターズ』などのパロディ特撮が挿入されたり、かなりオタク受けのするセンスも披露されている。耽美的な演出を見せたり、かなり強烈な反権力メッセージ(特にキリスト教批判はしばしば繰り返された)を展開することも多かったが、これらを前面に押し立てて首尾一貫した作品としてまとめあげるよりは、常に下品な観客サービスに徹する方向を選んだ。結果、映画賞やキネマ旬報ベストテンなどとは終生無縁であったが、本人もそれをむしろ矜持としていた様子がインタビューなどから窺える。
1989年の『文学賞殺人事件 大いなる助走』（筒井康隆原作）は自身も制作予算を負担したこともあって、取り分け思い入れが深いという。任侠・ポルノ・格闘・アクション・漫画・小説と多彩なジャンルの作品を発表しているが、鈴木本人は「一部で無思想無節操の職人監督の典型との評があるが、それが何よりの褒め言葉」と語っている。一方で、三島由紀夫の自決直後に書かれた「仮説・兄弟仁義 衝撃の思想としての十一月二十五日」など、論考やエッセイでは独特の気骨と才知を見せている。

## 人物
座右の銘は「下品こそ この世の花」。東映プロデューサーの天尾完次とは盟友関係で、天尾が東映京都撮影所から東映東京撮影所へ異動した際には、鈴木も帯同した。監督としても脚本家としても映画界に足跡を残したと同時に裏方に徹し、ファンからサインを求められても「俺は裏方だから」、「そんな器ではない」とほとんど断っている。
「俺は照明をまんべんなく当てて影を作らないんだ。その方がバカに見えるだろ？」、「ピントは奥まで全部合わせるんだ。そうすると画面に奥行きがなくてバカに見えるだろ？」、「今までに、政治が、文学が、弱い人の味方をしたことがあったか！？だからせめて映画ぐらいは弱い者の味方であってもいいじゃないか、なんて言ったら格好つけすぎかな」とも語っている。
1965年の映画『大阪ど根性物語 どえらい奴』でプロデューサーの天尾完次から、中島貞夫を紹介され共同で脚本を執筆、中島とは終生の友人となった。議論になるとムキになって興奮する、そくぶん（則文）に引っかけ「こうぶん」と中島らは呼んでいた。しかし性格は真面目できっちりしていたという。中島や鈴木たちは作品が完成すると岡田茂のチェックを受けていたが、ある時、深夜になり岡田が酒の匂いをさせてやって来て、途中からウトウトし始めた。チェック次第で岡田からのダメ出しがあるかも知れず、中島は「しめしめ」とほくそ笑んでいたが、鈴木が「オレの作品に対して何事ですか!」と岡田を揺すって起こしてしまった。起こされた岡田にコテンパンに切られた。岡田は鈴木を「喜劇に向いてる」「パクリの才能がある」と評している。関本によると「興奮してはいても、誰かが意見を言うと『ああ、そうかそうか』と耳を傾ける人。それに、いろんな人を育てた。僕を監督にしたのもそうだし、菅原文太は売れない頃から鈴木さんが飲みに連れて行ったりしていた。その絆が『トラック野郎』に結びついたんだと思うよ」という。
鈴木は岡田茂に引き上げられた人だが、鈴木の結婚が決まると岡田と俊藤浩滋の両方が「結婚式の仲人をやる」と言って来た。俊藤にも「緋牡丹博徒シリーズ」などでずっと世話になってきた義理があり、困り果てた鈴木は二人が来れないようにハワイで結婚式を挙げた。
九州弁を喋る女を偏愛し、自らが生みだしたキャラクターである「緋牡丹博徒シリーズ」の主人公・お竜や『トラック野郎』に登場するモナリザお京が九州生まれなのは、その反映である。喜劇役者の由利徹のファンでもあり、「トラック野郎シリーズ」には全作出演してもらったほか 、その他の作品にも出演しており、鈴木作品の最多出演者である。
夏樹陽子は鈴木を「監督然とした風情はなく、驚くほどに気さくでした。日焼けか酒焼けかわからないような赤い顔で台本と赤ペンを持って、いつもニコニコしていました。私にとっては母性本能をくすぐるステキなオジサンさんだったかな。どなられたり怒られたりしたことは一度もなかったですね。『なっちゃんね、ここはこうで、こうして、思いっ切りやって』って、優しく演技指導してくれました。女性を撮るのがうまい人だったと思います。監督は物事をその時の空気感で捉えて演出していくタイプ。理屈っぽい面はなかったですね」と評している。
「聖獣学園」などのキリスト教世界を舞台としたエログロ映画を撮ることでキリスト教批判を繰り返してきた鈴木であったが、逝去する2ヶ月前にカトリックの洗礼を受け、逝去後にはカトリック吉祥寺教会にて葬儀・告別式が執り行われている。
鈴木の死去に際して、関本郁夫が「もともと石井輝男監督が『異常性愛路線』をやっていて、いわゆるエログロと呼ばれてヒット作は多かった。ただ、石井監督は人使いの荒さとかいろんな問題があり、プロデューサーの判断で鈴木さんにバトンタッチした形だったね」と述べている。

## 監督作品

### 映画
※太字は脚本兼任。但し全て合作。
- 『大阪ど根性物語 どえらい奴』（1965年）
- 『男の勝負 仁王の刺青』（1967年）
- 『侠客道』（1967年）
- 『任侠魚河岸の石松』（1967年）
- 『忍びの卍』（1968年）
- 『兄弟仁義 逆縁の盃』（1968年）
- 『緋牡丹博徒 一宿一飯』（1968年）
- 『関東テキヤ一家』（1969年）
- 『関東テキヤ一家 喧嘩仁義』（1970年）
- 『関東テキヤ一家 天王寺の決斗』（1970年）
- 『シルクハットの大親分』（1970年）
- 『シルクハットの大親分 ちょび髭の熊』（1970年）
- 『関東テキヤ一家 喧嘩火祭り』（1971年）
- 『すいばれ一家 男になりたい』（1971年）
- 『温泉みみず芸者』（1971年）
- 『女番長ブルース 牝蜂の逆襲』（1971年）
- 『現代ポルノ伝 先天性淫婦』（1971年）
- 『女番長ブルース 牝蜂の挑戦』（1972年）
- 『徳川セックス禁止令 色情大名』（1972年）
- 『温泉スッポン芸者』（1972年）
- 『女番長ゲリラ』（1972年）
- 『恐怖女子高校 女暴力教室』（1972年）
- 『エロ将軍と二十一人の愛妾』（1972年）
- 『女番長』（1973年）
- 『不良姐御伝 猪の鹿お蝶』（1973年）
- 『恐怖女子高校 暴行リンチ教室』（1973年）
- 『まむしの兄弟 恐喝三億円』（1973年）
- 『聖獣学園』※原作も合作（1974年）
- 『少林寺拳法』（1975年）
- 『華麗なる追跡』（1975年）
- 『トラック野郎・御意見無用』（1975年） - 以下トラック野郎シリーズ
- 『トラック野郎・爆走一番星』（1975年）
- 『お祭り野郎 魚河岸の兄弟分』（1976年）
- 『トラック野郎・望郷一番星』（1976年）
- 『トラック野郎・天下御免』（1976年）
- 『ドカベン』（1977年）
- 『トラック野郎・度胸一番星』（1977年）
- 『トラック野郎・男一匹桃次郎』（1977年）
- 『多羅尾伴内』（1978年）
- 『トラック野郎・突撃一番星』（1978年）
- 『トラック野郎・一番星北へ帰る』（1978年）
- 『トラック野郎・熱風5000キロ』（1979年）
- 『堕靡泥の星 美少女狩り』（1979年）
- 『トラック野郎・故郷特急便』（1979年）
- 『忍者武芸帖 百地三太夫』（1980年）
- 『吼えろ鉄拳』（1981年）
- 『伊賀野カバ丸』（1983年）
- 『パンツの穴』（1984年）
- 『コータローまかりとおる!』（1984年）
- 『カリブ・愛のシンフォニー』（1985年）
- 『ザ・サムライ』※制作兼任（1986年）
- 『大奥十八景』（1986年）
- 『塀の中のプレイ・ボール』（1986年）
- 『文学賞殺人事件 大いなる助走』（1989年）
- 『びんばりハイスクール』（1990年）

### テレビドラマ
- 『怪奇ロマン劇場 第10話・第11話「牡丹燈籠」』（1969年）
- 『火曜サスペンス劇場 愛しき妻よさらば 』（1983年）
- 『ドラマ・女の手記 写激狩人フォトハンター〜ある女性カメラマンの手記〜』（1986年）
- 『水曜ドラマスペシャル 温泉サギ師 湯けむり・グルメ・やっちゃうからぁ！』（1986年）

## 脚本作品
※監督兼任作品は除く。太字以外は合作作品

### 映画
- 『続・てなもんや三度笠』（1963年）内出好吉監督
- 『車夫遊侠伝 喧嘩辰』（1964年）加藤泰監督
- 『大喧嘩』（1964年）山下耕作監督
- 『明治侠客伝 三代目襲名』（1965年）加藤泰監督
- 『やくざGメン 明治暗黒街』（1965年）工藤栄一監督
- 『のれん一代 女侠』（1966年）沢島忠監督
- 『兄弟仁義』（1966年）山下耕作監督
- 『日本侠客伝 白刃の盃』（1967年）マキノ雅弘監督
- 『昭和残侠伝 血染めの唐獅子』（1967年）マキノ雅弘監督
- 『牙狼之介 地獄斬り』（1967年）五社英雄監督
- 『浪花侠客伝 度胸七人斬り』（1967年）小沢茂弘監督
- 『十一人の侍』（1967年）工藤栄一監督
- 『兄弟仁義 関東兄貴分』（1968年）中島貞夫監督
- 『緋牡丹博徒』（1968年）山下耕作監督
- 『緋牡丹博徒 花札勝負』（1969年）加藤泰監督
- 『緋牡丹博徒 二代目襲名』（1969年）小沢茂弘監督
- 『おんな刺客卍』（1969年）山下耕作監督
- 『緋牡丹博徒 鉄火場列伝』（1969年）山下耕作監督
- 『緋牡丹博徒 お竜参上』（1970年）加藤泰監督
- 『緋牡丹博徒 お命戴きます』（1971年）加藤泰監督
- 『狂走セックス族』（1973年）皆川隆之監督
- 『恐怖女子高校 不良悶絶グループ』（1973年）志村正浩監督
- 『女必殺拳』（1974年）山口和彦監督
- 『女必殺拳 危機一発』（1974年）山口和彦監督
- 『けんか空手 極真拳』（1975年）山口和彦監督
- 『団鬼六 OL縄地獄』（1981年）藤井克彦監督
- 『悪女群団』（1981年）小沼勝監督
- 『塀の中の懲りない面々』（1987年）森﨑東監督
- 『カレンダー if just now』監修兼任（1991年）小久保利己監督
- 『リフレクション 呪縛の絆』※脚色（2002年）光石富士朗監督

### テレビドラマ
- 『戦国無宿』（1967年）
- 『水戸黄門 第4話 消えた花嫁 -三島宿-』（1969年）[26]
- 『柳生十兵衛あばれ旅』（1982年）
- 『新春ワイド時代劇 寛永御前試合』（1983年）
- 『新春時代劇スペシャル 家光と彦左と一心太助～天下の一大事～』（1989年）
- 『風雲!真田幸村 』（1989年）
- 『年末時代劇スペシャル 右門捕物帖』（1989年）
- 『新春時代劇スペシャル 新吾十番勝負 江戸城（秘）大奥の陰謀！悪を斬る青年剣士は将軍の子!?』（1990年）
- 『痛快時代劇スペシャル 柳生武芸帳』（1990年）
- 『春の時代劇スペシャル 四匹の用心棒(1) 地獄砦の決闘！』（1990年）
- 『時代劇スペシャル 柳生武芸帳(2)柳生十兵衛五十人斬り』（1990年）
- 『痛快娯楽時代劇スペシャル 若さま侍捕物帖 陰謀渦巻く江戸城大奥の秘密』（1991年）
- 『大型時代劇スペシャル 柳生武芸帳(3) 京に渦巻く大陰謀!十兵衛と謎の姫君』（1991年）
- 『時代劇スペシャル 柳生武芸帳(5) 十兵衛あばれ旅 伊達六十二万石の陰謀』（1992年）
- 『名奉行 遠山の金さん(5)』（1993年）
- 『ニュー・三匹が斬る!』（1994年）
- 『殿さま風来坊隠れ旅』（1994年）
- 『名奉行 遠山の金さん(6)』（1994年）
- 『はぐれ医者 お命預ります！』（1995年）
- 『痛快・三匹が斬る!』（1995年）
- 『名奉行 遠山の金さん(7)』（1995年）
- 『大江戸弁護人走る!』（1996年）
- 『京都埋蔵金伝説殺人事件 2億の秘宝をめぐる連続殺人!』（1996年）
- 『暴れん坊将軍VII』（1996年）
  - 第1話「江戸っ子神輿が吉宗を呼ぶ!」
  - 第3話「母恋し! がまん涙の夢枕」
  - 第6話「てんやわんやの親孝行」
  - 第9話「吉宗よ、誰が為に泣く」
  - 最終話「いなせ新さん、世直し道中」
- 『尾張七代藩主徳川宗春生誕300年記念 痛快大名 徳川宗春～吉宗に挑んだ男』（1996年）
- 『遠山の金さんVS.女ねずみ(1)』（1997年）
- 『時代劇特別企画 徳川の女』（1997年）
- 『暴れん坊将軍VIII』（1997年）
  - 第1話「登場! 吉宗を振った女」
  - 第14話「箱根湯けむりに浮かぶ陰謀」
  - 第20話「好きです! さらわれた鶴姫」
  - 最終話「うりふたつの女　お茶会に秘められた罠」
- 『新春時代劇スペシャル 次郎長三国志 勢揃い二十八人衆喧嘩旅!』（1998年）
- 『遠山の金さんVS.女ねずみ(2)』（1998年）
- 『びんぼう同心御用帳』（1998年）
- 『暴れん坊将軍IX』（1998年）
  - 第6話「だまされた男 芸者の吐息に仕掛けられた罠」
  - 第13話「襲われた寝室! 吉宗を狙うお姫様」
  - 第14話「どんどん好きになっていく! 将軍に惚れた女」
  - 第15話「潜入! 吉宗の生母 小石川養生所の謎」
  - 第34話「女お庭番の涙 怪盗夜がらすの正体は?」
  - 第37話「悪妻教育指南! ニセ将軍になった吉宗」
  - 最終話「天下取りの野望! 吉宗VS宗春 涙の対決」
- 『尾張幕末風雲録 維新を動かした男・徳川慶勝』（1998年）
- 『痛快!三匹のご隠居』（1999年）
- 『暴れん坊将軍X』（2000年）
  - 第2話「怪盗紅あざみ参上! 御金蔵破りを手伝った吉宗」
  - 第3話「禁じられた恋文! 罪深き女の一途な愛」
  - 第4話「隠し子発覚! 陰謀に巻き込まれた女スリ」
  - 第5話「埋蔵金に踊らされた夫婦! 甲府勤めの甘い罠」

## 受賞歴
- 1975年 - 年間代表シナリオ
- 1985年 - おおさか映画祭監督賞、ヨコハマ映画祭特別賞
- 1987年 - 年間代表シナリオ、くまもと映画祭特別功労賞
- 1989年 - 年間代表シナリオ
- 2015年 - 第38回日本アカデミー賞 会長特別賞[27]

## 著作・参考文献
- 黒井和男『日本映画・テレビ監督全集』キネマ旬報社、1988年12月、214-215頁。ISBN 487376033X。
- 『映像メディア作家人名事典』日外アソシエーツ、1991年11月12日、318頁。ISBN 4816911111。
- 『日本映画人名事典・監督篇』キネマ旬報社、1997年11月、442-443頁。ISBN 4873762081。
- 『トラック野郎風雲録』 国書刊行会、2010年5月。回想録兼エッセイ集
- 『東映ゲリラ戦記』筑摩書房、2013年11月25日。ISBN 978-4480818386。
- 『新トラック野郎風雲録』 ちくま文庫、2014年1月。文庫オリジナル
- 『下品こそ、この世の花 映画・堕落論』 筑摩書房、2014年11月。遺著・エッセイ集